# Generaldirektion Humanressourcen und Sicherheit
Die Generaldirektion Humanressourcen und Sicherheit (HR) ist eine Generaldirektion der Europäischen Kommission. Sie ist dem Kommissar für Finanzplanung und Haushalt zugeordnet. Leiter der Generaldirektion ist seit 1. Mai 2024 Stephen Quest als Nachfolger von Gertrud Ingestad.

## Direktionen
Die Generaldirektion ist in Brüssel angesiedelt und gliedert sich wie folgt:
- Direktion A: Organisationsentwicklung
- Direktion B: Talentmanagement & Diversität
- Direktion C: Talentmanagement & Diversität  Führungskräfte
- Direktion D: Gesundheit & Wohlbefinden  Arbeitsbedingungen
- Direktion E: Rechtsfragen & Partnerschaften
- Untersuchungs- und Disziplinaramt
- Direktion DS: Sicherheit
- Direktion AMC: Account Management Center
- Direktion F: Finanzaudit, Datenmanagement und Risikobewertung